# 천안 박씨
천안 박씨(天安朴氏)는 충청남도 천안시를 본관으로 하는 한국의 성씨이다.

## 역사
시조는 고려(高麗) 시대 말기의 유자이자 음서 출신 고려 성균관 학사였다가 조선(朝鮮) 초기 태조 때 삼봉 정도전(三峯 鄭道傳)의 천거로 중용되어 참판(參判)을 지낸 박지방(朴枝芳)이며 그는 신라 경명왕(新羅 景明王)의 사남(四男)인 죽성대군 박언립(竹城大君 朴彦立)의 후손으로, 1세 중시조는 박의중(朴宜重, 려말선초유학자 호 정재 정재집 고려사 열전, 동문선)인고 그는 시조 박지방(朴枝芳)의 아들이고 2세 중시조는 박휘겸(朴撝謙)이며 그는 1세 중시조 박의중(朴宜重)의 친손자이다. 조선 세조 때 신숙주와 함께 북벌 참여하였으며 경주 최씨(당시 직계 후손들은 강원도 삼척 거주 : 세조실록) 부인이 그의 배위이다.

## 같이 보기
- 삼봉 정도전
- 황효원
- 상주 황씨
- 공산 안씨
- 해미 강씨